# سیل‌های ۲۰۱۱–۲۰۱۰ کوئینزلند

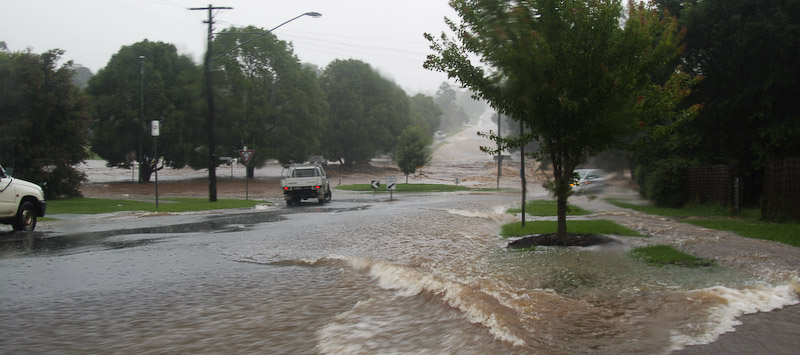
مناطق شهری در زیر آب

سیل‌های کوئینزلند در استرالیا مجموعه‌ای از سیلاب‌های شدید در این کشور بودند که از دسامبر سال ۲۰۱۱ میلادی شروع شدند و بخش بزرگی از این کشور را برای مدتی به زیر آب بردند و باعث تخلیه مناطق گسترده‌ای از استرالیا شد. بیشترین خسارت مربوط به این سیلاب‌ها متوجه ایالت کوئینزلند و مرکز آن، شهر بریزبین، بود. این رویداد حداقل ۷۰ شهر و ۲۰۰٬۰۰۰ انسان را تحت تأثیر قرار داد. گستردگی مناطق زیر آب به اندازه مجموع مساحت دو کشور فرانسه و آلمان روی هم بود.
با گسترش خرابی‌های سیلاب، خسارت وارده به اقتصاد و طبیعت استرالیا باعث از میان رفتن ۳۰ میلیارد دلار از تولید ناخالص ملی این کشور شد. از جمله مناطق صنعتی آسیب دیده توسط این رویداد می‌توان به کشتزارهای پنبه و گل آفتابگردان در کویینزلند اشاره کرد.
این مجموعه از سیل‌ها تا روز ۱۴ ژانویه ۲۰۱۱ باعث کشته شدن حداقل ۳۱ تن و ناپدید شدن ۴۰ تن شدند و در پی آن‌ها نیز سیلاب‌های سال ۲۰۱۱ ایالت ویکتوریا باعث به زیر آب رفتن بخش‌های گسترده دیگری از استرالیا شد.

## توفان یاسی
در فوریه سال ۲۰۱۱ منطقه کوئینزلند شاهد شدیدترین توفان تاریخ خود بود که به نام توفان یاسی شناخته شد. شدت این توفان به حدی بود که فرماندار ایالت کوئینزلند این سامانه هوایی را «فاجعه بارترین توفانی» که این ایالت تاکنون به خود دیده توصیف کرد. باد و سیل‌های پدید آمده توسط این توفان باعث خسارت‌های بی‌سابقه در منطقه شد.